# Großsteingräber bei Wallstawe
Die Großsteingräber bei Wallstawe waren sieben megalithische Grabanlagen der jungsteinzeitlichen Tiefstichkeramikkultur bei Wallstawe im Altmarkkreis Salzwedel, Sachsen-Anhalt. Alle wurden im 19. Jahrhundert zerstört.

## Lage
Die Gräber lagen bei Wallstawe und waren in einer nord-südlich verlaufenden Reihe angeordnet. Diese setzte sich auf dem Gebiet der Wüstung Wötz bei Leetze fort, wo sich heute noch acht weitere Großsteingräber befinden, ein neuntes ist zerstört. Vielleicht lagen alle diese 16 Gräber entlang eines neolithischen Weges.

## Forschungsgeschichte
Erstmals dokumentiert wurden die Anlagen in den 1830er Jahren durch Johann Friedrich Danneil. Bei einer erneuten Aufnahme der Großsteingräber der Altmark mussten Eduard Krause und Otto Schoetensack in den 1890er Jahren feststellen, dass alle Anlagen in der Zwischenzeit im Zuge der Separation vollständig abgetragen worden waren.

## Beschreibung

### Grab 1
Das Grab besaß eine steinerne Umfassung mit einer Länge von 10 m und einer Breite von 3,8 m. Die Umfassungssteine fand Danneil allesamt liegend vor, vermutlich waren sie umgestürzt. Die Grabkammer besaß sechs Decksteine. Vermutlich handelte es sich um ein Ganggrab.

### Grab 2
Grab 2 besaß eine Grabkammer von annähernd runder Form. Sie hatte eine Länge von 3,5 m, eine Breite von 3,1 m und war mit einem einzelnen Deckstein abgedeckt. Das Grab dürfte als Polygonaldolmen anzusprechen sein.

### Grab 3
Grab 3 lag direkt neben Grab 2 und war mit diesem weitgehend identisch. Mit einer Länge von 3,5 m und einer Breite von 3,1 m besaß es die gleichen Ausmaße. Auch diese Anlage besaß nur einen einzelnen Deckstein und war damit vermutlich ebenfalls ein Polygonaldolmen.

### Grab 4
Grab 4 besaß bei Danneils Aufnahme noch eine vollständig erhaltene Grabkammer. Diese hatte eine Länge von 6 m und eine Breite von 3,1 m. Es dürfte sich um einen Großdolmen oder um ein Ganggrab gehandelt haben.

### Grab 5
Grab 5 besaß eine steinerne Umfassung mit einer Länge von 31,4 m und einer Breite von 7,8 m. Die Grabkammer besaß mehrere Decksteine; wegen der dichten Vegetation konnte sie aber von Danneil nicht genauer untersucht werden. Vermutlich handelte es sich um einen Großdolmen oder um ein Ganggrab.

### Grab 6
Grab 6 besaß eine steinerne Umfassung mit einer Länge von 8,8 m und einer Breite von 5,3 m. Die Grabkammer besaß nur noch einen Deckstein an ihrem nördlichen Ende. Eine Bestimmung des Grabtyps ist nicht mehr möglich.

### Grab 7
Grab 7 besaß eine steinerne Umfassung. In den 1830er Jahren wurde eine Grabung an der Anlage durchgeführt, die sowohl die Kammer als auch die Hügelschüttung umfasste.

## Funde
Bei der Untersuchung von Grab 7 wurden Scherben eines Keramikgefäßes gefunden. Diese waren von gelbbrauner Farbe und wiesen Verzierungen aus einfachen Linien auf.
In der Nähe eines der Großsteingräber bei Wallstawe wurde zudem eine sogenannte Amazonenaxt gefunden, die sich heute im Johann-Friedrich-Danneil-Museum in Salzwedel befindet. Sie besteht aus grünlich-grauem Gestein und ist stark verwittert. Sie hat eine Länge von 19,4 cm, eine Breite von 6,0 cm und eine Dicke von 3,3 cm. Die Durchbohrung hat eine doppelkonische Form.